# Spit (Film)
Spit (dt.: „Spucke“) ist ein deutscher Kurzfilm von Sarah Miro Fischer aus dem Jahr 2021. Das fragmentarisch aufgebaute Drama handelt von einer jungen Frau (dargestellt von Malaya Stern Takeda), die nach einer Gewaltfantasie die Grenze zwischen Leidenschaft und Gewalt auszutesten beginnt.
Die Produktion wurde im Jahr 2022 in den Wettbewerb des 43. Filmfestivals Max Ophüls Preis eingeladen.

## Handlung
Livia träumt eines Nachts von einer Gewaltfantasie. Darin wird die junge Frau von einem Mann misshandelt. Als sie am Abend mit ihren Freunden ausgeht, begegnen ihr verschiedene Männer und Männertypen. Sie kämpft um Intimität mit diesen. Auch versucht Livia herauszufinden, wo die Grenze zwischen Leidenschaft und Gewalt liegt.

## Entstehungsgeschichte
Für die seit 2018 an der Deutschen Film- und Fernsehakademie Berlin (DFFB) studierende Regisseurin, Drehbuchautorin und Editorin Sarah Miro Fischer ist Spit ihr dritter realisierter Kurzfilm. Das Werk ist fragmentarisch aufgebaut. Die vielen kurzen Szenen sollen sich „nach und nach zu einem Gesamtbild des Momentes“ verbinden, in dem sich die weibliche Hauptfigur befindet. Die meisten davon sind laut Fischer wie „Balanceakte“ konzipiert, „in denen von einem Moment zum nächsten Freude zu Gefahr werden kann, Lachen zu Weinen“. Diese „Dualität“ finde am stärksten in der titelgebenden Spucke (engl. „Spit“) Ausdruck. „Spucke ist eine körpereigene Flüssigkeit, mit der man jemanden zutiefst erniedrigen kann. Gleichzeitig ist sie Ausdruck von Intimität, tauscht man sie beim Küssen aus. Wir beginnen mit gewaltsamem Spucken und enden mit einem einvernehmlichen Austausch von Spucke. Sie wird zum verbindenden Element zwischen zwei Menschen. Durch das sie für einen Moment verschmelzen“, so Fischer. Sie bezeichnete ihr Werk nicht als Buddy-Film oder Boy-Meets-Girl-Erzählung. Spit sei Livias Geschichte.
Die Dreharbeiten fanden in Berlin statt. Für die Hauptrollen wurden Malaya Stern Takeda und Aram Tafreshian verpflichtet. Beide kannten sich von der Hochschule für Schauspielkunst Ernst Busch, wo Takeda Studentin und Tafreshian ihr Dozent war. Ende des Jahres 2021 traten beide am Staatstheater Cottbus auch in einer Shakespeare-Adaption von Richard III. auf.
Produziert wurde Spit von Maximilian Seidel (Rudel Film).

## Veröffentlichung
Spit wurde am 7. Dezember 2021 im Rahmen des Internationalen Kurzfilmfestivals in der belgischen Stadt Löwen uraufgeführt. Im Jahr darauf folge eine Einladung zum Filmfestival Max Ophüls Preis. Dort erlebte Spit seine Deutschland-Premiere am 24. Januar 2022.

## Auszeichnungen
Im Jahr 2021 konkurrierte Spit im europäischen Wettbewerb des Kurzfilmfestivals von Löwen. Im Rahmen des Filmfestivals Max Ophüls Preis 2022 erhielt Spit eine Einladung in den Wettbewerb für den besten mittellangen Film. Die beiden Hauptdarsteller Malaya Stern Takeda und Aram Tafreshian wurden für den Max Ophüls Preis in der Kategorie „Bester Schauspielnachwuchs“ nominiert.